# Magdelaine Chapelain
Magdelaine Chapelain (1651-junio de 1724) fue una adivina y envenenadora francesa. Fue una de los acusados en el conocido como asunto de los venenos.

## Biografía
Chapelain fue una exitosa adivina que logró amasar una fortuna con su trabajo. Casada con un ujier que ocupaba un puesto como burócrata, era además la propietaria de varios inmuebles. Ligada al asunto de los venenos, se vio implicada en el escándalo por haber contratado como criada a Françoise Filastre, quien fue arrestada a su regreso de un viaje a Auvergne en diciembre de 1679, habiendo sido los gastos de dicho viaje sufragados por Chapelain. Magdelaine también estaba relacionada con Louis de Vanens, debido a que ambos habían arrendado una casa. Adam Lesage afirmó que Chapelain había obtenido su fortuna con la manufactura de venenos y el uso de magia negra en colaboración con un hombre llamado Boucher, mientras que Filastre declaró que en ocasiones suministraba veneno a Chapelain para su venta, que había sido contratada por ella para ayudarla a realizar un pacto con Satán, y que Chapelain también realizaba hechizos y llevaba a cabo servicios mágicos para sus clientes. Filastre también declaró que Chapelain había sido contratada por Madame de Montespan para introducir a un asesino (Filastre) en la residencia de María Angélica de Fontanges.
Al igual que muchos otros involucrados en el asunto de los venenos, Magdelaine Chapelain nunca fue juzgada, siendo condenada a cadena perpetua mediante una lettre de cachet en Belle-Île-en-Mer. A pesar de que la fecha de defunción de muchos de los prisioneros es desconocida, se sabe que Chapelain murió en junio de 1724, siendo su deceso el último registrado.